# Шелимбър
Шелимбър (на румънски: Şelimbăr; на немски: Schellenberg; на унгарски: Sellenberk) е село в Централна Румъния, в окръг Сибиу, Трансилвания, опиращо югоизточно до окръжния град Сибиу.
Има 2859 жители. Център е на едноименната община Шелимбър (включваща още 3 села) с общо население от 5267 души.
Край селото е водена прочутата битка при Шелимбър на 18 октомври 1599 г.

## Личности
- Тома Дордя, румънски академик

1. ↑  Google Земя.